# Associação Paulista de Esportes Atléticos
A Associação Paulista de Esportes Atléticos (APEA, originalmente Associação Paulista de Sports Athleticos) foi uma associação de futebol brasileira com sede em São Paulo.
Fundada em 22 de abril de 1913  pelo Paulistano como dissidência da então Liga Paulista de Foot-Ball, a APEA consolidou-se como principal liga no cenário local, tendo organizado edições seu próprio campeonato de 1913 até 1937, ano em que acabou extinta. Apesar disso, as competições e os campeões da Liga da APEA são reconhecidos pela Federação Paulista de Futebol.

## História

### Antecedentes
A APEA nasceu a partir de divergências entre o Paulistano e a Liga Paulista de Foot-Ball, associação de futebol pioneira na capital paulista. Composta apenas por clubes vindos de elite local, a LPF estudava a inclusão de alguns clubes de origem popular entre seus associados, algo que desagradava os dirigentes do Paulistano. Outra questão relacionava-se aos primeiros indícios de profissionalização no futebol de São Paulo. Fiel ao amadorismo, o Paulistano se opunha ferozmente a qualquer forma de pagamento a atletas para jogar futebol.
Com as relações ruins entre o tradicional clube e a LPF, o rompimento iminente ocorreu foi precipitado pouco antes do início do Campeonato da Liga de 1913. Dono do Velódromo, o principal estádio da cidade no período, o Paulistano exigia um alto valor pelo aluguel do seu campo, o que levou a LPF a procurar o Germânia, proprietário do Parque Antártica, e a fechar um acordo para uso deste campo por um custo quatro vezes inferior ao pedido pelo Paulistano.
Em represália, o Paulistano compareceu ao Velódromo no primeiro compromisso da equipe no Campeonato de 1913, contra o Americano, mesmo que a LPF tenha marcado a partida no Parque Antártica. No julgamento do caso, a Liga deu ganho de caso ao Americano, o que precipitou o rompimento do Paulistano com a associação de futebol. Pouco depois, o clube fundou sua organização paralela, a Associação Paulista de Sports Athleticos. Assim, entre 1913 e 1916, LPF e APSA competiram pela hegemonia do futebol paulista, organizando seus próprios campeonatos.

### Estabelecimento e hegemonia
Gradativamente, a APSA foi se fortalecendo no cenário local. Embora sua primeira competição oficial tenha contado apenas Paulistano, Mackenzie College e Atlética das Palmeiras, as duas edições seguintes, de 1914 e 1915, tiveram a presença dos times São Bento, Scottish Wanderers e Ypiranga e, no Campeonato de 1916, de Santos e Palestra Itália. Outro fator importante para sua firmação em São Paulo foi o apoio da Liga Metropolitana de Sports Athleticos, principal associação do futebol carioca e que buscava enfraquecer o papel da LPF no cenário nacional. Em troca desse apoio, a APSA respaldou a Federação Brasileira de Sports, entidade fundada para centralizar decisões em torno das modalidades esportivas no país.
Após diversas tentativas para chegar a um acordo em comum entre as duas associações paulistas, a APSA e a LPF selaram a pacificação em 13 de janeiro de 1917. A Associação absorveria os clubes da Liga, comprometendo-se a criar uma nova divisão para que estes continuassem a competir, a exceção de Corinthians e Internacional, times que seriam incorporados à divisão principal da APSA já no Campeonato de 1917.

### Cisão interna
Em meados da década de 1920, dirigentes do Paulistano estavam descontentes com rebatizada como Associação Paulista de Esportes Atléticos, por conta da negativa da liga em registrar o goleiro Nestor de Almeida e também do descontentamento com a arbitragem no Campeonato de 1925, especialmente no último jogo. Em outubro de 1925, o clube pediu sua desfiliação da APEA. Pouco depois, também alegando prejuízos com a arbitragem, o Germânia seguiu o mesmo caminho.
Os dois clubes mais o Atlética das Palmeiras fundariam a Liga dos Amadores de Futebol, que promoveria seu próprio campeonato a partir do ano seguinte. No entanto, a nova liga não conseguiu se sobrepor a APEA. Em 1929, uma parte dos clubes filiados à LAF defendia a fusão com a Associação, algo que se concretizou no ano seguinte com a dissolução da Liga de Amadores.

### Nova cisão e o fim
Em 1933, a APEA organizou o primeiro campeonato profissional da liga – e a segunda da história do futebol do país, sendo a primeira o Torneio Rio-São Paulo de 1933. Contudo, a Confederação Brasileira de Desportos opunha-se à essa profissionalização e, sem conseguir se impor ante à entidade paulista e à Liga Carioca de Futebol, convenceu os principais clubes dos dois maiores centros do país a criarem associações de futebol.
Em São Paulo, a CBD aliciou Palestra Itália e Corinthians, dois dos clubes mais importantes do estado, que fundaram uma nova Liga Paulista. Rompida com a CBD, a APEA ajudou a articular a Federação Brasileira de Futebol para manter sua proposta de profissionalismo no futebol do país.
A APEA organizou mais duas edições do seu campeonato entre 1935 e 1936. Com o nível técnico inferior à liga concorrente e o declínio da própria Associação, clubes pediam desfiliação desta para serem admitidos pela primeira. Sem atividade oficial na temporada de 1937 e contando com a fidelidade somente de de Portuguesa e Ypiranga, a APEA desapareceu no ano seguinte.

## Competições
Todos os campeonatos organizados da Divisão Principal da APSA foram disputados em sistema de pontos corridos. Caso fosse necessário, haveria um confronto direto para definir um campeão.

## Campeões

### Divisão Principal da APEA
- 1913 - Club Athlético Paulistano
- 1914 -  Associação Athlética São Bento
- 1915 - Associação Atlética das Palmeiras
- 1916 - Club Athlético Paulistano
- 1917 - Club Athlético Paulistano
- 1918 - Club Athlético Paulistano
- 1919 - Club Athlético Paulistano
- 1920 - Società Sportiva Palestra Itália
- 1921 - Club Athletico Paulistano
- 1922 - Sport Club Corinthians Paulista
- 1923 - Sport Club Corinthians Paulista
- 1924 - Sport Club Corinthians Paulista
- 1925 - Associação Athlética São Bento
- 1926 - Società Sportiva Palestra Itália
- 1927 - Società Sportiva Palestra Itália
- 1928 - Sport Club Corinthians Paulista
- 1929 - Sport Club Corinthians Paulista
- 1930 - Sport Club Corinthians Paulista
- 1931 - São Paulo Futebol Clube
- 1932 - Società Sportiva Palestra Itália
- 1933 - Società Sportiva Palestra Itália
- 1934 - Società Sportiva Palestra Itália
- 1935 - Associação Portuguesa de Esportes
- 1936 - Associação Portuguesa de Esportes

### Primeira Divisão da APEA
| Ano   | Nomenclatura              | Campeão                                     | Cidade                |
| ----- | ------------------------- | ------------------------------------------- | --------------------- |
| 1917  | Segunda divisão           | Minas Gerais Futebol Clube                  | São Paulo             |
| 1918  | Segunda divisão (Capital) | União Fluminense Futebol Clube              | São Paulo             |
| 1918  | Campeonato do interior    | Sport Club Taubaté                          | Taubaté               |
| 1919  | Segunda divisão (Capital) | União Fluminense Futebol Clube              | São Paulo             |
| 1919  | Campeonato do interior    | Paulista Futebol Clube                      | Jundiaí               |
| 1920  | Segunda divisão (Capital) | Sport Club Syrio                            | São Paulo             |
| 1920  | Campeonato do interior    | Corinthians Jundiaiense Foot-Ball Club      | Jundiaí               |
| 1921  | Segunda divisão (Capital) | Clube Atlético Independência                | São Paulo             |
| 1921  | Campeonato do interior    | Paulista Futebol Clube                      | Jundiaí               |
| 1922  | Segunda divisão (Capital) | Associação Graphica Paulista de Desportos   | São Paulo             |
| 1922  | Campeonato do interior    | Rio Branco Foot-Ball Club                   | Americana             |
| 1923  | Segunda divisão (Capital) | Clube Atlhético Audax                       | São Paulo             |
| 1923  | Campeonato do interior    | Rio Branco Foot-Ball Club                   | Americana             |
| 1924  | Segunda divisão (Capital) | Clube Atlético Independência                | São Paulo             |
| 1924? | Campeonato do interior?   | ???                                         | ???                   |
| 1925  | Segunda divisão (Capital) | Clube Atlético Silex                        | São Paulo             |
| 1925  | Campeonato do interior    | Associação Esportiva Velo Clube Rioclarense | Rio Claro             |
| 1926  | Segunda divisão (Capital) | Primeiro de Maio Futebol Clube              | São Bernardo do Campo |
| 1926  | Campeonato do interior    | Esporte Clube Elvira                        | Jacareí               |

- 1917 - Minas Gerais Futebol Clube
- 1918 - União Fluminense Futebol Clube
- 1919 - União Fluminense Futebol Clube
- 1920 - Sport Club Syrio
- 1920 - União Fluminense Futebol Clube

- 1921 - Independência
- 1922 - Gráphica

- 1923 - Audax

- 1924 - Independência
- 1925 - Silex
- 1926 - Primeiro de Maio
- 1927 - Voluntários da Pátria
- 1928 - Silex
- 1929 - Cotonifício Rodolfo Crespi
- 1930 - Antarctica
- 1931 - São Paulo de Alpargatas
- 1932 - Albion
- 1933 - Fábricas Orion
- 1934 - Ordem e Progresso